# Бри Олсон
Бри О́лсон (англ. Bree Olson, настоящее имя Рэ́йчел Мари́ О́берлин, англ. Rachel Marie Oberlin; род. 7 октября 1986 года, Хьюстон, Техас, США) — американская порноактриса.

## Биография
Бри родилась в Хьюстоне, штат Техас. Когда она была маленькой, они вместе с матерью переехали в Форт-Уэйн, штат Индиана, чтобы быть рядом с бабушкой и дедушкой, выходцами с Украины. Там мать Бри встретила её будущего приёмного отца и семья переехала в Вудберн, штат Индиана. Когда Бри было девять лет, у неё появилась сестра. После окончания средней школы Бри поступила в колледж на специальность доврачебной биологии (предварительный курс для студентов-медиков).
Бри Олсон вегетарианка. PETA — организация, ведущая борьбу за права животных — присвоила ей почётный титул: «Леди Салата» (англ. Lettuce lady).

## Карьера

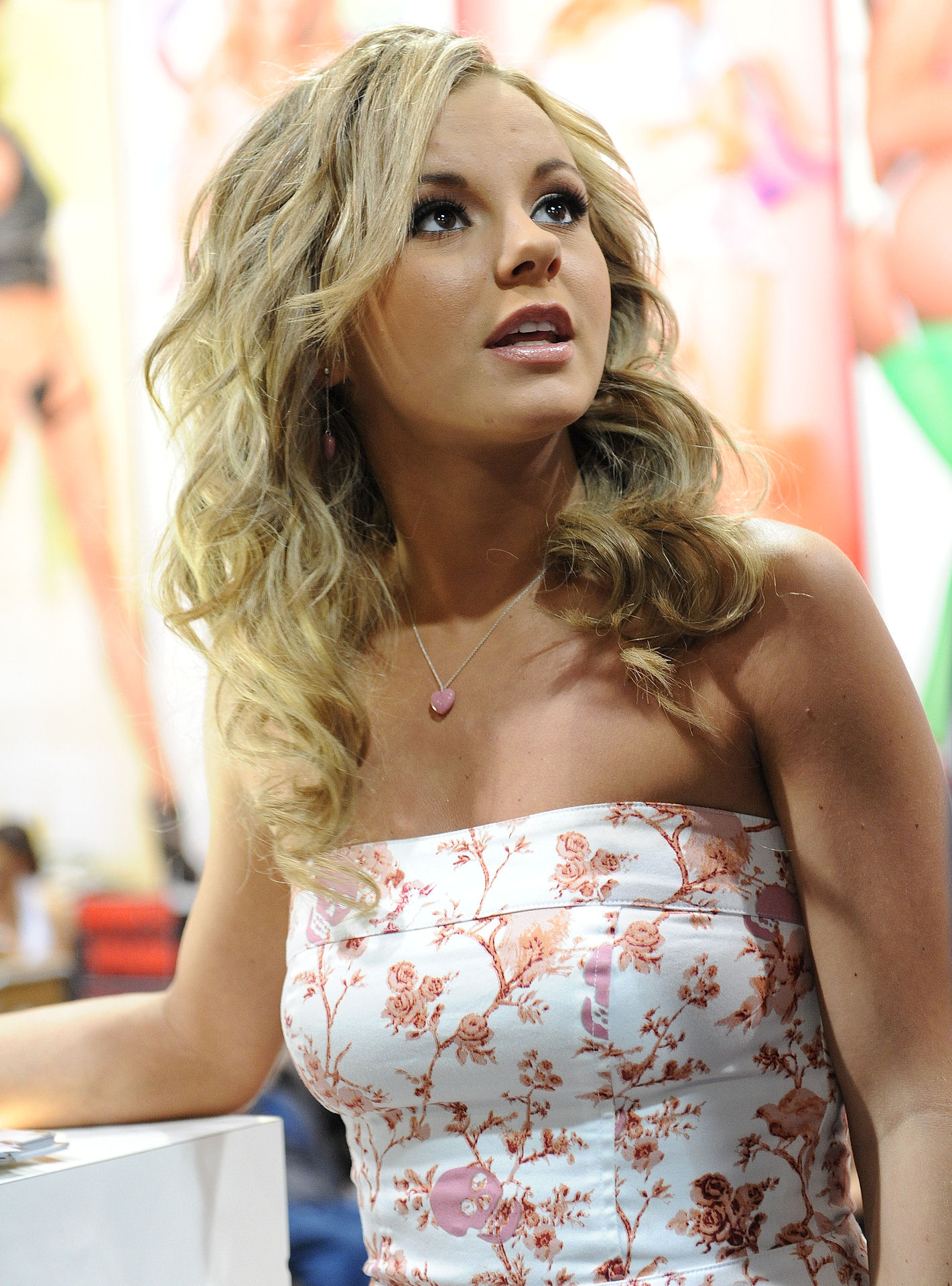
Бри Олсон на выставке развлечений для взрослых AVN Expo 2011

Свою карьеру в порноиндустрии Олсон начала в ноябре 2006 года. Изначально она работала на такие компании как Digital Playground, Elegant Angel и Red Light District Video (англ.). Её сценический псевдоним «Bree Olson» образовался из объединения имени школьного друга и фамилии близнецов Олсен. В 2007 году она подписала эксклюзивный контракт с компанией Adam&Eve (англ.).
Бри была названа Penthouse Pet в марте 2008 года и появилась на обложке журнала Hustler.
В 2010 году журнал Maxim назвал её одной из 12 главных женщин звёзд в порно.
Бри Олсон также принимала участие в шоу Говарда Стерна, веб-сериале «Порно для всей семьи», клипе Flo Rida — «Zoosk Girl».
В январе 2012 года вместе с Санни Леоне была ведущей церемонии награждения AVN Awards, проходившей в Лас-Вегасе, США.
По данным на август 2021 года, Бри Олсен снялась в 588 порнофильмах.
В 2015 году сыграла роль Дейзи в фильме «Человеческая многоножка 3».

## Личная жизнь
В начале 2011 года Бри Олсон несколько месяцев жила вместе с актёром Чарли Шином. Он называл её одной из своих «goddesses» (рус. богинь) (так Шин именует своих подружек). Во время скандала, связанного с увольнением Шина из сериала «Два с половиной человека», Олсон поддерживала Шина в своих комментариях в СМИ. Шин сказал, что Олсон уходит из порноиндустрии из-за их отношений. Олсон написала на своем сайте, что хотя она не «верит в выход на пенсию», она «не уверена в своей будущей карьере в порно». Позже она сказала репортеру — «Пока я встречаюсь с Чарли, я на „пенсии“». 5 марта Шин написал в твиттере, что они с Олсон расстались и ему грустно от этого, но через два часа он написал, что она вернулась обратно. В тот период Бри высказалась в одном из интервью, что мужчинам должно быть позволено жить с таким количеством женщин, с каким они хотят. В апреле 2011 года их отношения прекратились и Бри покинула дом Шина. В ноябре 2015 года Бри Олсон обвинила Чарли Шина в том, что в 2011 он скрыл от неё информацию о том, что уже был в то время ВИЧ-инфицирован, при этом периодически занимаясь с ней незащищённым сексом. Сама актриса после признания Шина, по её словам, прошла тесты на ВИЧ-инфекцию, которые оказались отрицательными.

## Премии и номинации
- 2007 Night Moves Adult Entertainment Award — лучшая новая старлетка, выбор редакции[25]
- 2007 Adultcon Top 20 Adult Actresses[26]
- 2008 AVN Award — Лучшая новая старлетка[27]
- 2008 AVN Award — Best Anal Sex Scene (Video) — Big Wet Asses 10 (с Брэндоном Айроном)[28]
- 2008 XRCO Award — New Starlet[29]
- 2008 XRCO Award — Cream Dream[29]
- 2008 F.A.M.E. Awards — Favorite Female Rookie[30]
- 2008 Night Moves Adult Entertainment Award — Best Female Performer, Fans' Choice[31]
- 2008 XBIZ Award — Новая старлетка[32]
- 2009 AVN Award — Best New Web Starlet — BreeOlson.com[33]
- 2009 Twisty’s Treat of the Year[34]
- 2010 AVN Award — Best All-Girl Three-Way Sex Scene — The 8th Day (вместе с Тори Блэк и Поппи Морган)[35]
- 2010 Miss Freeones[36]
- 2011 XBIZ Award номинация — Исполнительница года[37]
- 2012 XBIZ Award номинация — Кроссовер-звезда года[38]